# 김민지 (사격 선수)
김민지(金民智, 1989년 2월 17일 ~ )는 대한민국의 사격 선수이다.
2004년 사격을 시작해, 2006년 대한민국 국가대표가 되었다. 2008년 하계 올림픽에서는 19명 중 18위를 기록했다. 이후 2010년 아시안 게임 스키트 개인전, 단체전에서 각각 은메달을 기록했으며. 2014년 아시안 게임 스키트 개인전 금메달, 단체전 은메달을 기록했다.